# Saint-Laurent-Nouan

Saint-Laurent-Nouan este o comună în departamentul Loir-et-Cher, Franța. În 1 ianuarie 2022 avea o populație de 4.249 de locuitori.